# Karl Hesselbacher
Karl Eduard Ludwig Hesselbacher (* 29. Mai 1871 in Mückenloch; † 11. Januar 1943 in Baden-Baden) war ein deutscher evangelischer Geistlicher und Schriftsteller. 

## Leben
Karl Hesselbacher entstammte einer Pfarrersfamilie. Er wuchs auf in den Orten Mückenloch, Sinsheim und Neckarau und besuchte das Gymnasium in Mannheim und Lahr. Von 1890 bis 1894 absolvierte er ein Studium der Evangelischen Theologie an den Universitäten in Halle an der Saale, Leipzig und Heidelberg, das er mit dem zweiten theologischen Staatsexamen abschloss. Von 1894 bis 1895 leistete er seinen Wehrdienst als Einjährig-Freiwilliger in Karlsruhe ab. Anschließend war er Vikar in Heidelsheim, Schwetzingen und Karlsruhe. 

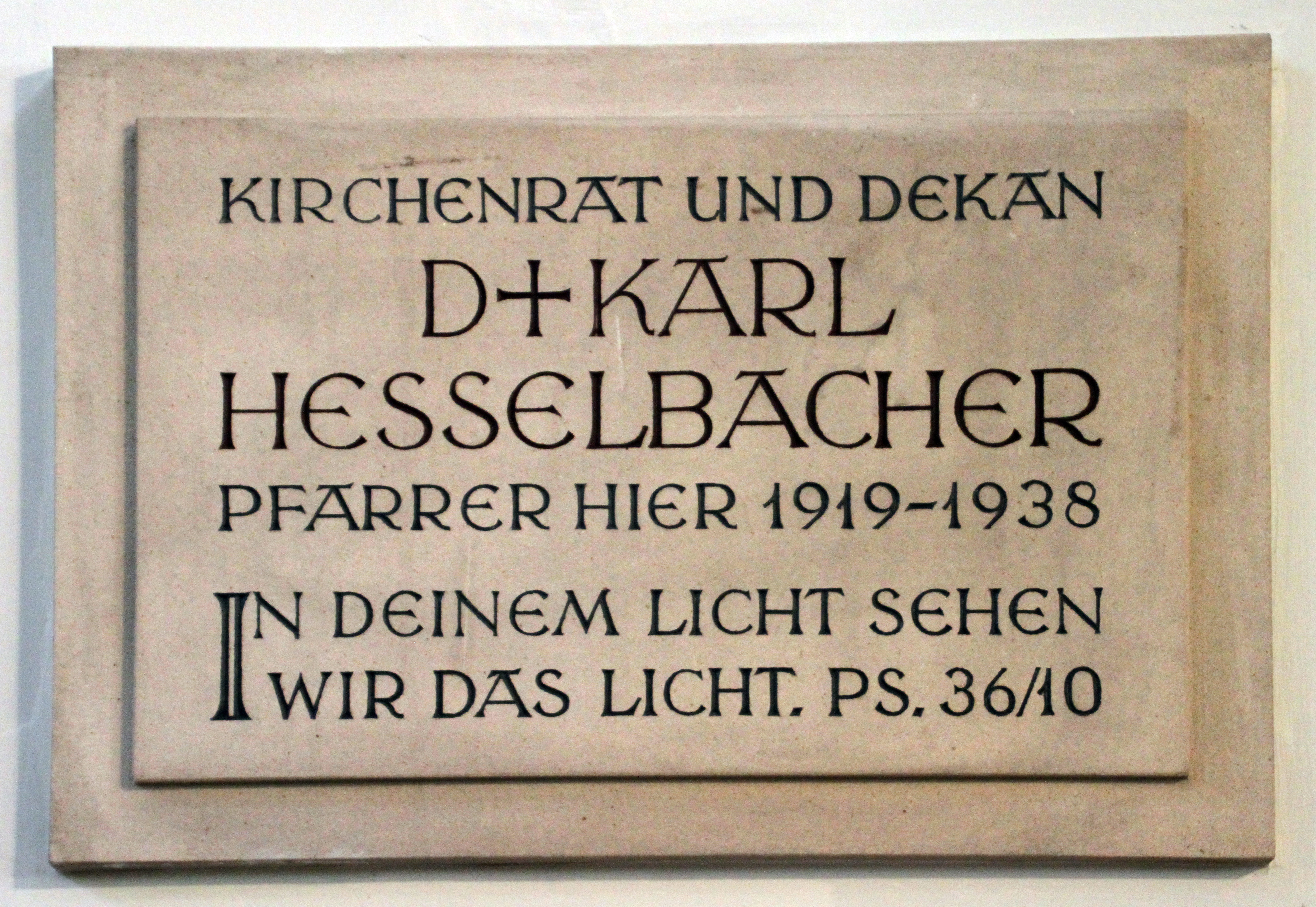
Gedenktafel in der Evangelischen Stadtkirche Baden-Baden

1898 übernahm Karl Hesselbacher eine Pfarrstelle in Neckarzimmern. 1905 wechselte er nach Karlsruhe. Ab 1914 gehörte er der Generalsynode an. Während des Ersten Weltkriegs war Hesselbacher Lazarettseelsorger. Von 1919 bis zu seiner Pensionierung im Jahre 1938 wirkte er als Stadtpfarrer in Baden-Baden; ab 1930 war er Mitglied des Kirchenrates und ab 1933 Dekan des Kirchenbezirks Baden-Baden.  
Karl Hesselbacher veröffentlichte neben Predigttexten, pastoraltheologischen Abhandlungen und Biografien zahlreiche volkstümliche Erzählungen, die häufig auf Erfahrungen aus seiner seelsorgerischen Arbeit beruhen bzw. Themen aus der Geschichte des deutschen Protestantismus behandeln.
Von dem Verlag C. F. Müller, Karlsruhe (Baden), wurde er als Kirchenrat, badischer Literaturhistoriker und Erzähler zur Rezension der Erzählungen aus dem Kinderleben, In Sonne und Rauch, von Adam Ritzhaupt im Jahre 1932 gewonnen.
Karl Hesselbacher wurde 1916 mit dem badischen Kriegsverdienstkreuz ausgezeichnet. 1917 wurde ihm von der Universität Heidelberg die Ehrendoktorwürde der Theologie verliehen. In Baden-Baden ist die „Karl-Hesselbacher-Straße“ nach ihm benannt.  
Hesselbacher war in der Zeit des Nationalsozialismus Mitglied der NSDAP und habe das Hakenkreuz am Talar getragen. Auch in Baden-Baden haben unter Dekan Hesselbacher nach der Vereinnahmung der Evangelischen Landeskirche in Baden durch das NS-Regime nur noch sogenannte „vaterländische Gottesdienste“ stattgefunden.

## Werke
- Aus der Dorfkirche, Tübingen
  - 1 (1905)
  - 2 (1909)
  - 3 (1913)
- Glockenschläge aus meiner Dorfkirche, Berlin 1906
- Die Liebe zu unserer Dorfheimat – der Quell der Volksgesundheit, Berlin 1906
- Die Seelsorge auf dem Dorfe, Göttingen 1908
- Der Kampf um das Glück auf dem Lande, Neuwied 1909
- Silhouetten neuerer badischer Dichter, Heilbronn 1910
- Mit güldner Waffe, Stuttgart 1911
- Unsere Dorfheimat – unser Stolz, Berlin 1912
- Vom Vaterland der Treue, Stuttgart 1912
- Ich hatt‘ einen Kameraden, Berlin [u. a.] 1914
- Mutter und Kind, Potsdam 1914
- Der Heinerle, Stuttgart 1915
- Mit Wettersturm und Flammenzeichen, Potsdam 1915
- Warum der Grenzer-Karl die Rosen lieb hat, Stuttgart 1915
- Im härtesten Streit, Stuttgart 1916
- Daheim geblieben. Eugen Salzer, Heilbronn 1917 (Digitalisat).
- Die Kirchnerin, Heilbronn 1917
- Sieger über die Not, Stuttgart 1917
- Treu auf dem Posten, Heilbronn 1918
- An den Brünnlein der Gottesstadt, Berlin-Steglitz 1919
- Heiliger Morgen, Berlin-Steglitz 1919
- Das Marienkind und andere Erzählungen, Heilbronn 1919
- Vorübergegangen, Berlin-Steglitz 1919
- Ohne Religionsunterricht, Berlin-Steglitz 1920
- Wege zur Freude, Potsdam 1920
- Am unsichtbaren Goldfaden und andere Erzählungen, Heilbronn 1922
- Die Frau – das Herz des Hauses, Potsdam 1922
- Leuchtende Augen, Berlin-Dahlem 1922
- Die Blonden und die Schwarzen, Heilbronn 1924
- Ein Taufbüchlein, Heilbronn 1924
- Das Russen-Räpple, Stuttgart 1925
- Was erwarten die heranwachsenden Kinder von ihrer Mutter?, Potsdam 1925
- Glückskinder, Heilbronn 1926
- Der Heinerle und andere Erzählungen, Bielefeld 1926
- Wir Eltern, Berlin-Steglitz 1926
- Herr auf dein Geheiß, Herborn 1927
- Lebensfahrten, Heilbronn 1927
- Der Stadtschreiber von Straßburg und andere Geschichten aus vergangenen Tagen, Stuttgart 1927
- Der alte Erkeling, Gütersloh 1928
- Aus der Heimat kommt der Schein, Leipzig 1928
- Der Blick aus der Höhe, Potsdam 1928
- Ein Goldjunge und andere Geschichten, Stuttgart 1929
- Aus der Heimat kommt der Schein, Herborn 1929
- Immer nach Hause, Herborn 1929
- Mutterfreude, Mutterpflicht, Potsdam 1929
- Das Buch – Segen und Fluch für Volk und Haus, Leipzig 1930
- In deinem Lichte sehen wir das Licht, Herborn-Dillkreis
  - 1. O selig Haus, 1930
  - 2. In Gottes Frieden, 1930
- An Gottes Hand in Gottes Land, Potsdam 1931
- Euch ist ein Kindlein heut geboren!, Leipzig [u. a.] 1931
- Der silberne Anhänger und andere Geschichten, Stuttgart 1931
- Stärker als der Tod, Stuttgart 1931
- Weihnachtsfreude, Dresden 1931
- Der Becher der Hugenottin, Wuppertal-Barmen 1932
- Geschichten vom Großvater Ledderhose, Heilbronn 1932
- Der Lieblingsspruch und andere Geschichten aus vergangenen Tagen, Heilbronn 1932
- Protestantismus und Kirche, Stuttgart 1932
- Der Steinadler, Gütersloh 1932
- Übers Weltmeer hinaus, Hannover 1932
- Weihnachtsgeschichten, Basel 1932 (zusammen mit Helene Christaller)
- Die Bibel des Salzburgers, Wuppertal-Barmen 1933
- Die Birke und andere Geschichten, Stuttgart 1933
- Martin Luther, der Held Gottes, Hamburg 1933
- Vom Hausbrot des Lebens, Potsdam 1933
- Ein Weihnachtsabend bei Ludwig Richter, Dresden 1933
- Der fünfte Evangelist. Das Leben von Johann Sebastian Bach, Quell-Verlag Stuttgart 1934
- Ein Held, Stuttgart 1934
- Luthers Käthe, Stuttgart 1934
- Mit dem weißen Segel!, Potsdam 1934
- Schön ist das Leben, Riga 1934
- Das Weihnachtslied des Waisenkindes, Wuppertal-Barmen 1934
- Halt fest, gib her!, Potsdam 1935
- "Haltet stand!" und andere Geschichten, Stuttgart 1935
- Herr, ich warte auf dein Heil, Herborn 1935
- Das Kreuz in Rosen, Wuppertal-Barmen 1935
- Der Schnorrgiggel und das Paulale, Gütersloh 1935
- Friedensmenschen, Baden-Baden 1936
- Im Feuer bewährt, Stuttgart 1936
- In der Sonntagsstille, Kaiserslautern 1936
- Der Kurrendesänger von St. Nikolai, Wuppertal 1936
- Paul Gerhardt, der Sänger fröhlichen Glaubens, Leipzig [u. a.] 1936
- Wandergenossen, Herborn 1936
- Die hölzernen Leuchter der Ricklinsberg, Wuppertal-Barmen 1937
- Freut euch, ihr lieben Christen!, Dresden 1937
- Allerlei Kostgänger unseres Herrgotts, Baden-Baden 1938
- Empor die Herzen!, Kaiserslautern 1938
- Heimweh nach Gott, Dresden 1938
- Ich glaube, Stuttgart 1938
- Der neue Lebenstag der Maria Lachenmann, Wuppertal-Barmen 1938
- Der Ruf des Meisters, Stuttgart 1938
- Um die Meisterschaft, Meiringen [u. a.] 1938
- Wir Eltern und unsere Kinder, Berlin-Steglitz 1938
- Der Flüchtling, Wuppertal 1939
- Der Bubenmüller, Heilbronn 1940
- Ein deutsches Handwerkerhaus vor hundert Jahren, Stuttgart 1940
- Gott laß uns Dein Heil schauen!, Leipzig [u. a.] 1940
- Die Helferin im Gängeviertel, Wuppertal-Barmen 1940
- Otto Funcke, ein fröhlicher Wanderer, Stuttgart 1940
- Wie der Doktor Grunelius den Frieden fand. Heimkehr, Stuttgart 1940
- An der Lebensquelle, Meringen 1943
- Licht aus der Heimat, Meiringen 1944
- Stärker als der Tod und andere Geschichten, Meiringen 1948
- Der Friedebringer, Bielefeld 1952
- In der Höhle der Camisarden, Lahr in Baden 1953
- Die Ankunft des Andreas Bodenstein, Wuppertal 1960
- Das Mutterglöcklein auf dem Grauhaldenhof, Gütersloh 1959
- Der Lieblingsspruch, Stuttgart 1963
- Seiner Hand entreißt mich nichts, Neuffen 1974

## Herausgeberschaft
- Im Flammenglanz der großen Zeit, Stuttgart
  - 1 (1915)
  - 2 (1915)
  - 3 (1916)
  - 4 (1917)
- Grüß dich Gott, mein Badnerland!, Lahr in Baden 1917 (herausgegeben zusammen mit Heinrich Mohr)
- Fröhliche Ausfahrt, selige Heimfahrt, Heidelberg 1927(herausgegeben zusammen mit Hermann Poppen)